# 브렛 노벡
브렛 노벡(Brett Novek, 1984년 4월 26일 ~ )은 미국의 배우이자 모델이다.

## 출연 작품
- 펜트하우스 (2010)
- 하드 브레이커스 (2010)